# Temporada esportiva 2004-05 a Espanya a nivell de clubs
Quadre amb els diferents club esportius campions d'Espanya durant la temporada 2004-05. Es consideren les competicions majors, és a dir, les competicions de lliga, copa i els campionats d'Espanya. A més, es consideren les competicions absolutes, no les de categories inferiors.
Les dades fan referència als clubs que s'han proclamat campions durant:
- la temporada 2004-05 per a la majoria d'esports, en els quals la temporada esportiva es disputa a cavall de dos anys amb vacances a l'estiu (com passa a la majoria d'esports d'equip)
- l'any 2004 per aquells esports on la temporada és anual (com passa a alguns esports individuals, com el tennis) amb vacances a l'hivern. Aquests esports estan senyalats amb el símbol (A).

## Quadre de campions
Campionats de lliga i copa
| Esport                 | Modalitat | Campió de lliga      | Campió de copa       |
| ---------------------- | --------- | -------------------- | -------------------- |
| Futbol                 | masculí   | FC Barcelona         | Real Betis Balompié  |
| Futbol                 | femení    | Athletic Bilboko     | Llevant UEF          |
| Basquetbol             | masculí   | Reial Madrid         | CB Málaga-Unicaja    |
| Basquetbol             | femení    | UB-FC Barcelona      | Perfumerias Avenida  |
| Handbol                | masculí   | Portland San Antonio | BM Valladolid        |
| Handbol                | femení    | Astroc Sagunt        | Elda Prestigio       |
| Rugbi                  | masculí   | UE Santboiana        | El Salvador Rugby    |
| Rugbi                  | femení    | sense competició     | CE INEF Barcelona    |
| Hoquei patins          | masculí   | FC Barcelona         | FC Barcelona         |
| Hoquei patins          | femení    | CP Voltregà          | sense competició     |
| Hoquei herba           | masculí   | Atlètic Terrassa HC  | Club de Campo        |
| Hoquei herba           | femení    | CD Terrassa          | RC Polo              |
| Hoquei gel             | masculí   | CH Jaca              | CG Puigcerdà         |
| Waterpolo              | masculí   | CN Barcelona         | CN Sabadell          |
| Waterpolo              | femení    | CN Sabadell          | CN Sabadell          |
| Voleibol               | masculí   | Unicaja Almería      | CV Son Amar          |
| Voleibol               | femení    | CV Tenerife Marichal | CV Tenerife Marichal |
| Futbol sala            | masculí   | Boomerang Interviu   | Boomerang Interviu   |
| Futbol sala            | femení    | Femesala Elx         | UCAM Murcia          |
| Futbol Americà         | masculí   | L'Hospitalet Pioners | L'Hospitalet Pioners |
| Beisbol (A)            | masculí   | Rojos Candelaria     | Rojos Candelaria     |
| Softbol (A)            | femení    | CB Viladecans        | CB Viladecans        |
| Tennis taula           | masculí   | CajaGranada          | CajaGranada          |
| Tennis taula           | femení    | Relesa G. Cartagena  | CN Mataró            |
| Hoquei patins en línia | masculí   | HC Castelló          | CPL Valladolid       |
| Hoquei patins en línia | femení    | sense competició     | AE Sant Andreu       |
| Corfbol                | mixt      | CK Vacarisses        | CK Vacarisses        |

Campionats d'Espanya
| Esport                              | Masculí            | Femení                  |
| ----------------------------------- | ------------------ | ----------------------- |
| Tennis (A)                          | RCT Barcelona 1899 | RCT Barcelona 1899      |
| Atletisme aire lliure               | Puma Chapín Jerez  | CA València Terra i Mar |
| Atletisme pista coberta             | FC Barcelona       | CA València Terra i Mar |
| Natació                             | CN Sant Andreu     | Real Canoe NC           |
| Natació sincronitzada               | sense competició   | CN Kallipollis          |
| Salts                               | CN Salinas         | CN Metropole            |
| Patinatge de velocitat (A)          | CD Amaya Pamplona  | Lagunak                 |
| Patinatge artístic grups grans (A)  | sense competició   | CPA Olot                |
| Patinatge artístic grups petits (A) | sense competició   | CP Sant Celoni          |
| Esquaix (A)                         | Malibú Esportiu    | Can Mèlich              |
| Hoquei sala                         | Club de Campo      | FC Júnior               |

## Classificació per territori
| Posició | Federació           | Campionats |
| ------- | ------------------- | ---------- |
| 1       | Catalunya           | 33         |
| 2       | País Valencià       | 7          |
| 3       | Comunitat de Madrid | 6          |
| -       | Illes Canàries      | 6          |
| -       | Andalusia           | 6          |
| 6       | Castella i Lleó     | 4          |
| 7       | Navarra             | 3          |
| 8       | Regió de Múrcia     | 2          |
| 9       | Illes Balears       | 1          |
| -       | País Basc           | 1          |
| -       | Aragó               | 1          |